# Cicloserina
Cicloserina é um antibiótico e inibidor da GABA transaminase usado no tratamento de tuberculose. É utilizado junto a outros medicamentos antituberculose em casos de tuberculose resistente a medicamentos. É administrado por via oral.
Esta substância pode ser produzida em laboratórios por síntese química ou na natureza pela Streptomyces orchidaceus, a partir da qual foi descoberta em 1954.
Está na Lista de Medicamentos Essenciais da Organização Mundial da Saúde.